# 盧庇莉婭·福斯蒂娜
盧庇莉婭·福斯蒂娜（Rupilia Faustina）是羅馬帝國時期一位貴族女性，元老院成員利波·盧庇留斯·弗魯基與薩洛妮亞·瑪提迪雅的女兒。她有兩位異父姊妹：薇比亞·薩比娜和小瑪提迪雅（Matidia Minor）。她嫁給馬爾庫斯·阿尼烏斯·維魯斯，他們是皇后大福斯蒂娜的父母。

## 文獻
- Historia Augusta, Marcus Aurelius
- A. R. Birley, Marco Aurelio, trad. it., Rusconi, Milano, 1990
- Rodgers,N.,The History and Conquests of Ancient Rome,Hermes House, 2005
- http://www.livius.org/man-md/matidia/matidia.html 的存檔，存档日期2010-06-27.